# Scooba
Scooba – miasto w Stanach Zjednoczonych, w stanie Missisipi, w hrabstwie Kemper.